# أويك مشورب
الأُويك المشورب (الاسم العلمي: Aethia pygmaea) هو طائر بحري صغير من فصيلة الأوك. لديه نطاق انتشار محدود مقارنة مع الأنواع الأخرى من جنسهِ، أي الأُويكيات، والتي تعيش فقط حول جزر ألوتيان وفي بعض الجزر قبالة سيبيريا (مثل جزر القائد)، وهي تتكاثر على هذه الجزر. وهو واحد من أصغر الأويكيات، ويرتبط بالأُويك الصغير ارتباطاً وثيقاً. واُشتق اسمه من الريش الأبيض الطويل على وجهه والذي يُعد جزءاً من ريش التكاثر.
الأُويك المشورب هو نوع لم تتم دراسته بشكل كبير. وقد وصف في الأصل على أنه نوعين مختلفين، من العينات التي جمعت في أماكن مختلفة من نطاقهِ، ولكن الأبحاث أظهرت أنه نوع واحد مع تباين في مساحة نطاقه. ولا يُعتقد أنه يقوم بالهجرة، ولكن بدلاً من ذلك يتكاثر في جزره على مدار السنة. ويضع الأُويك المشورب بيضة واحدة في شق صخري، في مستعمرات واسعة مع غيره من الأُويكات وكذلك الطيور البحرية الأخرى. ويشارك كلا الوالدين في الحضانة وتربية الفرخ. ولديهم شوارب تساعدهم لتحسس طريقهم للخروج من أعشاشهم في الظلام.
تم تطويق الأُويك المشورب في المنطقة الشاطئية، وعادة ما تكون ضمن مساحة 16 كم من الأرض، حيث تركز تيارات المد والجزر وهو يصطاد فريسته في أسراب كثيفة. ويتغذى في الغالب على مجدافيات الأرجل خلال فصل الصيف، ومعظمها من نوع Neocalanus plumchrus، أما في فصلي الخريف والشتاء فتتحول تغذيتهِ إلى تناول الكريليات.